# Yokohama Cosmo World
Koordinaten: 35° 27′ 19″ N, 139° 38′ 12″ O
Yokohama Cosmo World (japanisch よこはまコスモワールド Yokohama Kosumo Wārudo) ist ein Freizeitpark in Yokohama, Kanagawa (Japan), der am 11. August 1990 eröffnet wurde. Er liegt im Hafenneuentwicklungsprojekt Minato Mirai 21 im Bezirk Mitte der Stadt Yokohama.
Eines der Wahrzeichen des Parks ist das rund 112 m hohe Riesenrad Cosmo Clock 21.

## Achterbahnen
| Name                                               | Typ                              | Hersteller  | Eröffnungsjahr |
| -------------------------------------------------- | -------------------------------- | ----------- | -------------- |
| Diving Coaster: Vanish                             | Stahlachterbahn ohne Inversionen | Senyo Kogyo | 1999           |
| Family Banana Coaster (ファミリーバナナコースター) | Familienachterbahn               | Senyo Kogyo | 2007           |
| Spinning Coaster                                   | Wilde Maus, Spinning Coaster     | Reverchon   | 1998           |